# Bisdom Patos
Het bisdom Patos (Latijn: Dioecesis Patosensis) is een rooms-katholiek bisdom met als zetel Patos, in Brazilië. Het bisdom is suffragaan aan het aartsbisdom Paraíba.

## Geschiedenis
Het bisdom werd opgericht op 17 januari 1959, uit delen van de bisdommen Cajazeiras en Campina Grande.

## Parochies
Het bisdom had in 2021 een oppervlakte van 11.000 km2 en telde 435.815 inwoners waarvan 91,1% rooms-katholiek was.

## Bisschoppen
- Expedito Eduardo de Oliveira (25 februari 1959 - 8 mei 1983)
- Gerardo de Andrade Ponte (5 december 1983 - 8 augustus 2001)
- Manoel dos Reis de Farias (8 augustus 2001 - 27 juli 2011)
- Eraldo Bispo da Silva (7 november 2012  - heden)

Paraíba (aartsbisdom) · Cajazeiras · Campina Grande · Guarabira · Patos